# Ectoedemia asiatica
Ectoedemia asiatica là một loài bướm đêm thuộc họ Nepticulidae. Nó được miêu tả bởi R.K. Puplesis năm 1988. Nó được tìm thấy ở Tadzhikistan.